# ژو خاوری

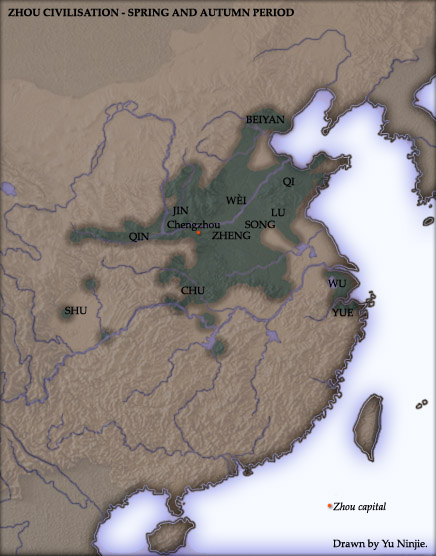
دوره دودمان ژو خاوری

ژو خاوری (به چینی: 東周؛ به پین‌یین: Dōngzhōu؛ ۷۷۰–۲۵۶ پ. م)؛ بخش دوم دودمان ژو در چین باستان است. این بخش به دو دوره تقسیم می‌شود: دوره بهار و پاییز و دوره ایالت‌های جنگ‌طلب.

در سال ۷۷۰ پ. م، پایتخت پادشاهی ژو از هائوجینگ (شهرستان چانگان در شهر شیان) به لویی (که امروزه به نام لوئویانگ، استان هنان معروف است) منتقل شد. این امر باعث آغاز دودمان ژو خاوی (بر خلاف دودمان ژو باختری) شد که به دلیل قرار گرفتن لویی در شرق هائوجینگ به این نام خوانده شد. بیش از ۲۵ پادشاه بر دودمان ژو شرقی سلطنت کردند که در مجموع ۵۱۵ سال دوام آورد.

## تاریخچه
با مرگ پادشاه یو ژو، آخرین پادشاه دودمان ژو باختری، ولیعهد ییجیو توسط اشرافی از ایالت‌های ژنگ، لو، چین و مرزبان شن به عنوان پادشاه پینگ ژو معرفی شد. در دومین سال سلطنت خود و پس از حمله چوانرونگ به هائوجینگ؛ پادشاه پینگ پایتخت را به شرق به لویی منتقل کرد، این جابه‌جایی نشان‌دهنده پایان دودمان ژو باختری است. نیمه نخست دودمان ژو خاوری، تقریباً از ۷۷۱ تا ۴۷۶ پ. م، دوره بهار و پاییز نامیده می‌شود، که طی آن حاکمان و مرزبان‌های بسیاری استقلال منطقه‌ای به دست آوردند و دربار پادشاه در لویی را به چالش کشیدند و بین خود جنگ به راه انداختند. نیمه دوم این دودمان، از ۴۷۵ تا ۲۲۱ پ. م، دوره ایالت‌های جنگ‌طلب نامیده می‌شود، که در طی آن پادشاه ژو به تدریج قدرت خود را از دست داد و صرفاً به عنوان یک مقام اسمی حکومت می‌کرد.

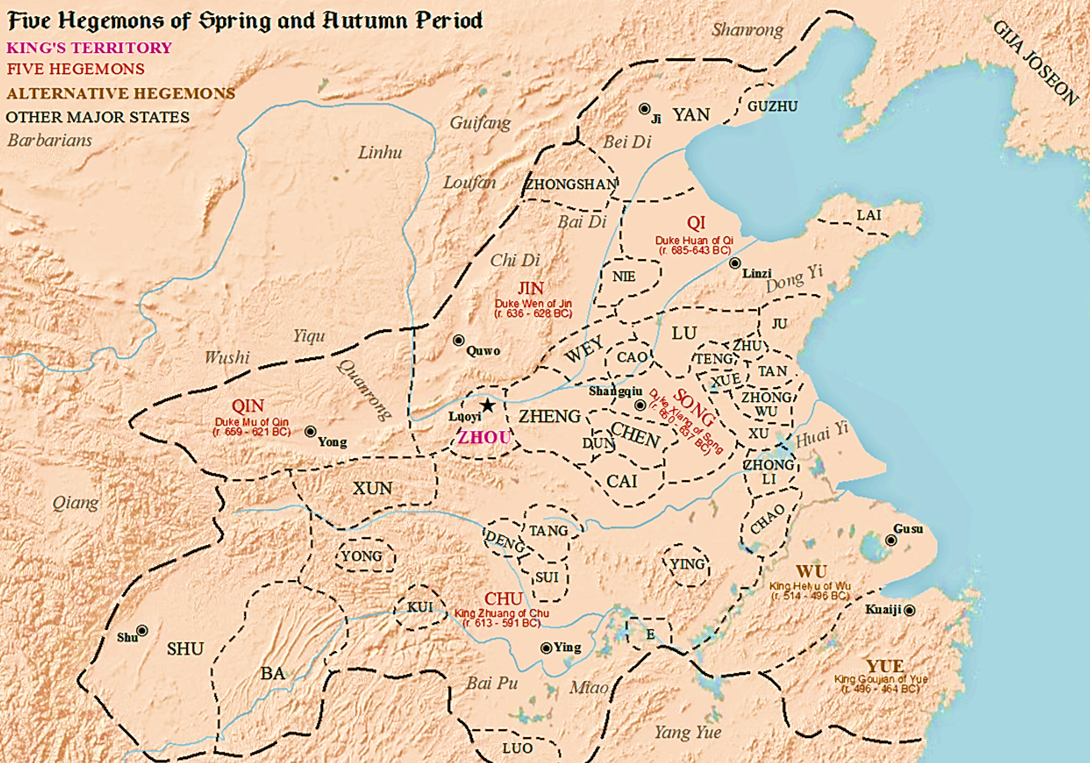
نقشه پنج فرادست در دوره بهار و پاییز دودمان ژو

پس از انتقال پایتخت به شرق، خانواده سلطنتی ژو در وضعیت انحطاط قرار گرفت. همچنین محبوبیت پادشاه پینگ با انتشار شایعاتی مبنی بر کشتن پدرش کاهش یافت. با قدرتمند شدن روزافزون خراج‌گزاران با تقویت موقعیت خود از طریق شکست سایر ایالت‌های رقیب و افزایش تهاجم به کشورهای همسایه، پادشاه ژو قادر به تسلط بر کشور نبود. او باید دائماً برای کمک به خراج‌گزاران قدرتمند متوسل شود. مهم‌ترین خراج‌گزاران (که بعدها به عنوان دوازده خراج‌گزان شناخته می‌شوند) در نشست‌های منظمی گرد هم می‌آمدند و در آن در مورد مسائل مهم مانند لشکرکشی‌های نظامی علیه گروه‌های خارجی یا علیه اشراف متخلف تصمیم می‌گرفتند. در طول این نشست‌ها، گاهی یکی از فرمانروایان خراج‌گزار فرادست اعلام می‌شد. صدراعظم گوان ژونگ از چی، سیاست «به پادشاه احترام بگذارید، بربرها را اخراج کنید» (به چینی: 尊王攘夷، نگاه کنید به سوننو جوئی) آغاز کرد. حاکم هوان چی با پذیرفتن و پایبندی به آن، خراج‌گزاران را گرد هم آورد تا تهدید بربرها را از کشور از بین ببرد. در دوره ایالت‌های جنگ‌طلب، بسیاری از رهبران خراج‌گزار ادعای پادشاهی کردند و در نتیجه نفوذ خاندان سلطنتی ژو محدودتر شد.
در سال 635 m. l، آشوب شاهزاده دای اتفاق افتاد. پادشاه شیانگ ژو برای کمک به حاکم ون جین مراجعه کرد، او شاهزاده دای را کشت و حکمرانی بر هنی و یانگفان پاداش گرفت. در سال ۶۳۲ پ. م، پادشاه شیانگ ژو توسط حاکم ون جین مجبور شد در نشست خراج‌گزاران در جیانتو شرکت کند.
در سال ۶۰۶ پ. م، پادشاه ژوانگ چو برای اولین بار در مورد «وزن دیگ‌ها» (问鼎之轻重) پرس‌وجو کرد اما وزیر ژو وانگ سون من (王孙满) او را به تندی رد کرد. پرسیدن چنین سؤالی در آن زمان چالشی مستقیم برای قدرت دودمان حاکم بود.
در زمان پادشاه نان ژو، پادشاهان ژو تقریباً تمام قدرت سیاسی و نظامی خود را از دست داده بودند، زیرا حتی سرزمین پادشاهی باقیمانده آن‌ها به دو ایالت یا دسته تقسیم شد که توسط اربابان فئودال رقیب رهبری می‌شد: ژو باختری، جایی که پایتخت وانگ‌چنگ بود. واقع شده‌است، و ژو خاوری، در مرکز چنگژو و کونگ. پادشاه نان ژو موفق شد دودمان تضعیف شده خود را از طریق دیپلماسی و توطئه به مدت پنجاه و نه سال حفظ کند تا اینکه در سال ۲۵۶ پ. م توسط چین از سلطنت خلع شد و درگذشت. هفت سال بعد، ژو باختری نیز توسط چین فتح شد.

## سیاست‌ها
این دوره نقطه عطف بزرگی را در تاریخ چین رقم زد، زیرا مواد غالب ابزارسازی در پایان دوره به آهن تبدیل شد. اعتقاد بر این است که دوره ژو خاوری آغاز عصر آهن در چین است.
توسعه قابل توجهی در کشاورزی با افزایش متوالی جمعیت صورت گرفت. دائماً بین خراج‌گزان برا رسیدن به منابع و زمین‌ها جنگ می‌شد. مردم شروع به استفاده از سکه‌های مسی کردند. آموزش برای غیرنظامیان همگانی شد. مرزهای بین اشراف و عوام فروکش کرد. دگرگونی انقلابی جامعه در حال رخ دادن بود، که سیستم قبیله‌ای پدرسالار ساخته شده توسط دودمان ژو دیگر نمی‌توانست با آن سازگار شود.

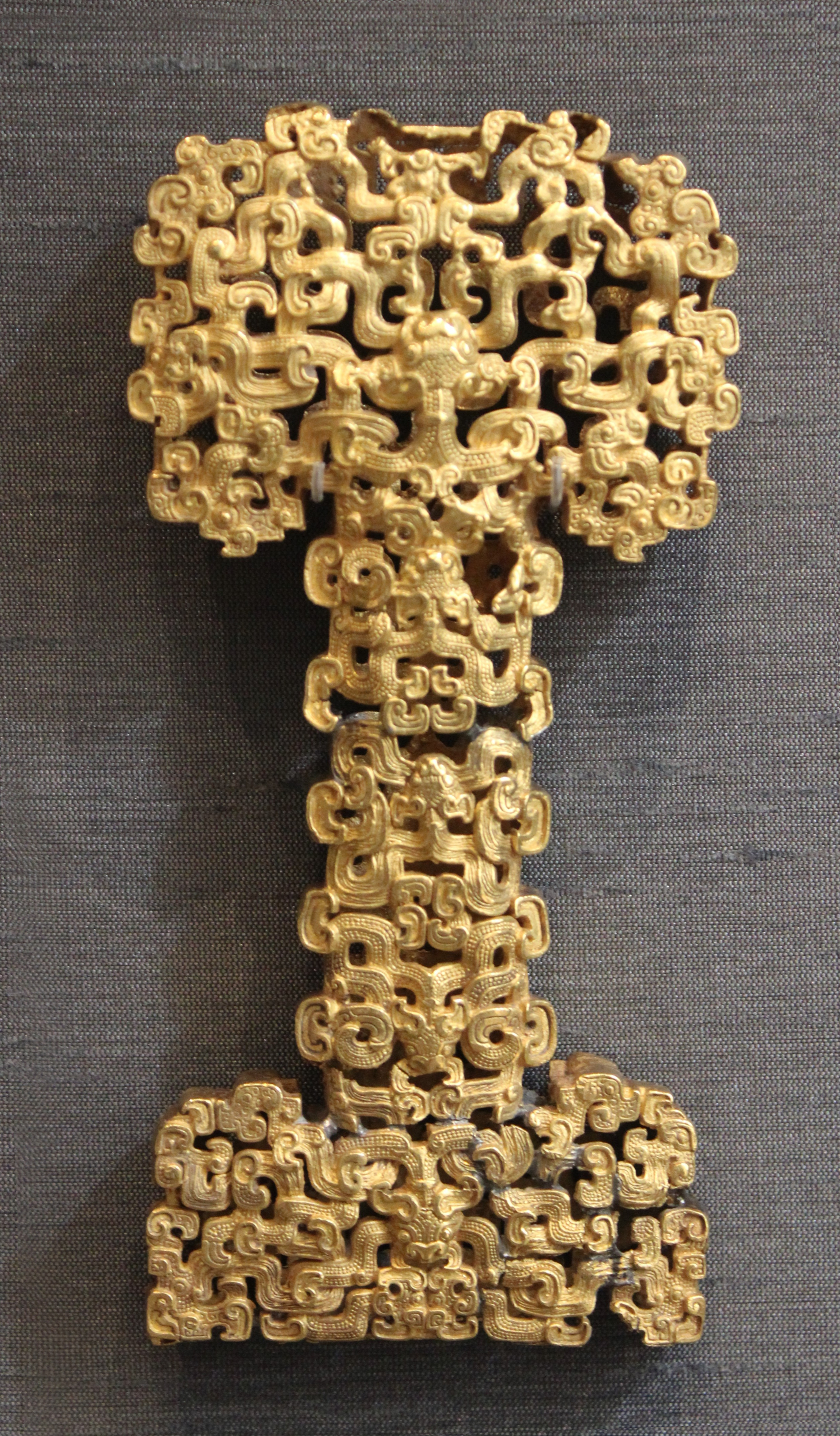
دسته شمشیر طلایی، ژو خاوری، فرن ۶ تا ۵ پ. م، موزه بریتانیا

## پادشاهان
| نام پسامرگ       | نام شخصی      | حکومت (پیش از میلاد)     |
| ---------------- | ------------- | ------------------------ |
| پادشاه پینگ ژو   | ییجو (宜臼)   | ۷۷۲ تا ۷۲۰               |
| پادشاه شیه ژو    | یوچن (余臣)   | ۷۷۰ تا ۷۵۰ یا ۷۷۰ تا ۷۶۰ |
| پادشاه هوآن ژو   | لین (林)      | ۷۱۹ تا ۶۹۷               |
| پادشاه ژوآنگ ژو  | تو (佗)       | ۶۹۶ تا ۶۸۲               |
| پادشاه شی ژو     | هوچی (胡齊)   | ۶۸۱ تا ۶۷۷               |
| پادشاه هوی ژو    | لانگ (閬)     | ۶۷۶ تا ۶۵۲               |
| پادشاه شیانگ ژو  | ژنگ (姬郑)    | ۶۵۱ تا ۶۱۹               |
| پادشاه چینگ ژو   | رنچن (壬臣)   | ۶۱۸ تا ۶۱۳               |
| پادشاه کوآنگ ژو  | بان (班)      | ۶۱۲ تا ۶۰۷               |
| پادشاه دینگ ژو   | یو (瑜)       | ۶۰۶ تا ۵۸۶               |
| پادشاه جیان ژو   | یی (夷)       | ۸۵۸ تا ۵۷۲               |
| پادشاه لینگ ژو   | شیه‌شین (泄心) | ۵۷۱ تا ۵۴۵               |
| پادشاه جینگ ژو   | گوی (貴)      | ۵۴۴ تا ۵۲۰               |
| پادشاه دائو ژو   | منگ (猛)      | ۵۲۰                      |
| پادشاه جینگ ژو   | گای (丐)      | ۵۱۹ تا ۴۷۷               |
| پادشاه یوآن ژو   | رن (仁)       | ۴۷۶ تا ۴۶۹               |
| پادشاه ژندینگ ژو | جیه (介)      | ۴۶۸ تا ۴۴۱               |
| پادشاه آی ژو     | چوجی (去疾)   | ۴۴۱                      |
| پادشاه سی ژو     | شو (叔)       | ۴۴۱                      |
| پادشاه کائو ژو   | وی (嵬)       | ۴۴۰ تا ۴۲۶               |
| پادشاه وی‌لیه ژو  | وو (午)       | ۴۲۵ تا ۴۰۲               |
| پادشاه آن ژو     | جیائو (驕)    | ۴۰۱ تا ۳۷۶               |
| پادشاه لیه ژو    | شی (喜)       | ۳۷۵ تا ۳۶۹               |
| پادشاه شیان ژو   | بیان (扁)     | ۳۶۸ تا ۳۲۱               |
| پادشاه شنجینگ ژو | دینگ (定)     | ۳۲۰ تا ۳۱۵               |
| پادشاه نان ژو    | یان (延)      | ۳۱۴ تا ۲۵۶               |